# Le Jeune Magicien
Pour plus de détails, voir Fiche technique et Distribution.
Le Jeune Magicien (Cudowne dziecko) est un film canado-polonais réalisé par Waldemar Dziki, sorti en 1987. Il fait partie de la série de films pour la jeunesse Contes pour tous produits par Rock Demers.

## Synopsis
Pierrot est un jeune garçon de 11 ans qui rêve de devenir magicien. Un jour, il découvre qu’il a véritablement des pouvoirs magiques qui lui permettent de déplacer les objets par télékinésie. Cependant, il ne contrôle pas bien ces pouvoirs, ce qui n’est pas sans entraîner diverses mésaventures et causer des difficultés avec son entourage. Mais Pierrot fait bientôt la rencontre d’Alexandre ; avec ce nouvel ami, il apprend à maîtriser ses pouvoirs. Pierrot réussira même à empêcher qu’une bombe ne détruise la ville où ils habitent.

## Fiche technique
- Titre : Le Jeune Magicien
- Titre original : Cudowne dziecko
- Réalisation : Waldemar Dziki
- Scénario : Waldemar Dziki
- Photographie : Wit Dabal
- Montage : André Corriveau
- Décors :
- Costumes :
- Son :
- Musique : Krzesimir Debski
- Producteur : Rock Demers, Krzysztof Zanussi
- Sociétés de production : Les Productions La Fête
- Distribution :
- Pays :  Pologne,  Canada
- Langue : polonais
- Format : couleur — 35 mm — Son : Dolby
- Genre : Film dramatique, Film fantastique
- Durée : 99 minutes
- Dates de sortie  : 1987

## Distribution
- Rusty Jedwab : Pierrot
- Natasza Maraszek : Marguerite
- Edward Garson : Alexandre
- Tomasz Klimasiewicz : Michel
- Daria Trafankowska : La mère de Pierrot
- Mariusz Benoit : Le père de Pierrot
- Władysław Kowalski : L’inspecteur
- Jan Machulski
- Grażyna Szapołowska

## Récompenses et distinctions

### Récompenses
- 1987 : Prix du meilleur film, Festival international du film jeunesse Cinekid d’Amsterdam

### Nominations
- 1988 : Prix Génie du meilleur son
- 1988 : Prix Génie du meilleur montage sonore
- 1988 : Prix Génie de la meilleure chanson originale